# Konrad I Karyncki

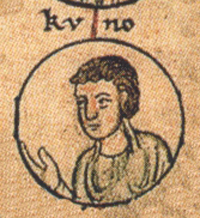

Konrad I Karyncki, (ur. ok. 975, zm. 12 grudnia 1011) – książę Karyntii od 1004.
Konrad był trzecim synem Ottona I Karynckiego. Kandydował na króla niemieckiego w 1002. Pochowany w katedrze w Wormacji
Konrad ok. 1002 poślubił Matyldę szwabską (ur. zapewne 988, zm. 29 lipca 1031-1032), córkę księcia Hermana II. Książę miał dwóch synów:
- Konrad II Karyncki – hrabia Nahegau, Speyergau i Wormsgau, książę Karyntii 1036-1039
- Bruno (ur. zapewne 1004, zm. 1045) – biskup Würzburga w latach 1034-1045

Po śmierci Konrada Matylda poślubiła księcia Lotaryngii Fryderyka II. Jej trzecim mężem Esiko von Ballenstedt z dynastii askańskiej. Matylda została pochowana w katedrze w Wormacji.